# Сено (провинция)
Сено (фр. Séno) — одна из 45 провинций Буркина-Фасо. Входит в состав региона Сахель. Административный центр провинции — город Дори. Площадь провинции составляет 6863 км².

## Население
По данным на 2013 год численность населения провинции составляла 326 896 человек.
Динамика численности населения провинции по годам:
| 1996    | 1997    | 2005    | 2006    | 2013    |
| ------- | ------- | ------- | ------- | ------- |
| 201 760 | 202 972 | 254 513 | 264 815 | 326 896 |

## Административное деление
В административном отношении подразделяется на 6 департаментов:
- Бани
- Дори
- Фалагунту
- Горгаджи
- Сампельга
- Сейтенга